# Egzotyczny R4
Egzotyczny {\displaystyle \mathbb {R} ^{4}} – właściwość czterowymiarowego układu Euklidesowego {\displaystyle \mathbb {R} ^{4},} który dopuszcza kontinuum rozmaitości różniczkowalnych, które są z nim homeomorficzne (mówiąc kolokwialnie „zachowują kształt”), lecz nie są z nim dyfeomorficzne (mówiąc kolokwialnie „pochodna się gubi”). Rozmaitości takie nazywa się egzotycznymi.
W wymiarach innych niż 4 rozmaitości egzotyczne do układu Euklidesowego nie istnieją.
Pierwsze przykłady egzotycznych rozmaitości {\displaystyle \mathbb {R} ^{4}} odnalazł Michael Freedman i inni w 1982 roku, wykorzystując kontrast pomiędzy twierdzeniem Freedmana o topologicznych 4-rozmiatościach, a twierdzeniem Simona Donaldsona o 4-rozmiatościach gładkich (różniczkowalnych).

## Rodzaje
Egzotyczna rozmaitość {\displaystyle \mathbb {R} ^{4}} jest nazywana małą, jeżeli jest dyfeomorficzna z otwartym podzbiorem standardowego układu Euklidesowego {\displaystyle \mathbb {R} ^{4}.} W przeciwnym wypadku jest nazywana dużą.